# Flemming Davanger
Flemming Davanger (n. 1 aprilie 1963, Bergen, Norvegia) este un jucător de curl ce a reprezentat Norvegia, medaliat olimpic. A participat la 3 ediții ale Jocurilor Olimpice (1992, 2002, 2006) în care a câștigat o medalie de aur.